# Coira (Reyes)
Coira es un lugar de la parroquia de Reyes del municipio coruñés de Teo, en la comarca de Santiago. Según el IGE, en 2022 contaba con 40 habitantes (20 hombres y 20 mujeres).